# Fontaine-les-Ribouts
Fontaine-les-Ribouts är en kommun i departementet Eure-et-Loir i regionen Centre-Val de Loire strax norr om centrala Frankrike. Kommunen ligger i kantonen Châteauneuf-en-Thymerais som tillhör arrondissementet Dreux. År 2022 hade Fontaine-les-Ribouts 187 invånare.

## Befolkningsutveckling
Antalet invånare i kommunen Fontaine-les-Ribouts
Referens:INSEE